# CartoSat–2A
CartoSat–2A indiai térhatású térképészeti műholdja.

## Küldetés
A Remote Sensing Satellite (RSS) program 13. műholdja. Tudományos adatszolgáltatásával elősegíteni India feltérképezését, hogy eredményes mezőgazdasági folyamatok jöjjenek létre, előre jelezni a veszélyek kialakulását, a riasztást, települések fejlesztést.

## Jellemzői
Tervezte az Indiai Űrkutatási Szervezet (angolul: Indian Space Research Organisation, ISRO), építette és üzemeltette az Antrix Corporation Ltd.. A Nemzeti Távérzékelési Központ felelős az adatfeldolgozásért. Társműholdjai a IMS–1, Can X–6, Cute–1.7+APD–II, CanX–2, Compass–1, AAUSAT–2, Delfi C–3, SEEDS–2, Rubin 8–AIS volt.
Megnevezései: CartoSat–2A (Cartographic Satellite); COSPAR: 2008-021A; Kódszáma: 32783.
2008. április 28-án a Sriharikota rakétabázisról LC–11 (LC–Launch Complex) jelű indítóállványról egy PSLV-C9 hordozórakétával állították alacsony Föld körüli pályára (LEO = Low-Earth Orbit). Az orbitális pályája 97,40 perces, 98 fokos hajlásszögű, geostacionárius pálya perigeuma 630 kilométer, az apogeuma 630 kilométer volt.
Az indiai kormány erőforrás-gazdálkodás, és annak ellenőrzésére műholdat készített. Az űreszköz terep modellező képeivel kiválóan hozzájárult a nemzet természeti kincseinek feltárásához. Kettő kamerája fekete-fehér sztereoszkópikus képeket készít, telemetria rendszerén keresztül (rögzíti) folyamatosan továbbítja a földi vevőállomásokra. Képfelbontó képessége 1 méter., négy naponta ugyan azt a helyet fényképezte. Az adatok segítik a mezőgazdasági folyamatokat (termény, talaj), a vízkészlet, az erdészet, az aszály és az árvíz előrejelzését, a térképészet a város tervezést és a tengerpart ellenőrzését teszi lehetővé. Képalkotó szolgálata lefedi az egész Földet, 126 napos ciklusokban ugyanazon szelvényeket fényképezi. India a polgári távérzékelés területén vezető szereppel bír. Tervezett időtartam 5 év. Alakja ferdén levágott prizma, tömege 690 kilogramm. Háromtengelyesen stabilizált űreszköz. Az űreszközhöz napelemeket rögzítettek (900 W), éjszakai (földárnyék) energia ellátását nikkel–kadmium akkumulátorok biztosították. A műhold gázfúvókákkal rendelkezik, hogy biztosítani tudja pályaelemeinek tartását.
A légkörbe történő belépésének ideje ismeretlen.